# Шербан, Раду
Ра́ду Ше́рбан (рум. Radu Șerban; ум. 1620) — Господарь Валахии (1602—1610, июнь-сентябрь 1611). Происходил из влиятельного и могущественного валашского боярского рода Крайовеску.

## Биография
В 1601 году после гибели валашского господаря Михая Витязула (Храброго) в Валахии началась борьба за власть между двумя боярскими группировками, которые ориентировались на Османскую империю и Австрию. Вначале в октябре 1600 года валашский престол занял польский ставленник Симеон Могила, который в сентябре 1601 г. был свергнут турецким ставленником Радой Михней. В марте 1602 году Симеон Могила вернулся на господарский трон. Габсбурги поддержали кандидатуру бывшего пахарника (чашника) и крупного валашского боярина Раду Шербана, которому принадлежало более семидесяти сел и деревень. Вначале австрийский претендент Раду Шербан потерпел поражение от господаря Симеона Могилы в битве под Тырговиште и бежал в Трансильванию. В ноябре 1601 года Раду Шербан принес присягу на верность германскому императору Рудольфу Габсбургу. Габсбурги пообещали оказать Шербану военную помощь в борьбе за валашский престол.
В июле 1602 года Раду Шербан вернулся в Валахию, где разгромил своего противника Симеона Могилу и стал фактическим правителем княжества. Однако Порта не признала Раду Шербана господарем Валахии, так как поддерживала кандидатуру Раду Михни. Раду Шербан совершил несколько походов против турецких владений на юге Дуная и одержал победу над крымским ханом. В 1603 году по призыву Габсбургов валашский господарь Раду Щербан участвовал в военной кампании против трансильванского князя Мозеша Секейя, который погиб в битве под Брашовом.
В конце 1604 — начале 1605 года валашский господарь Раду Шербан отошел от союза с Габсбургами и признал себя вассалом Османской империи. Порта установила на Валахию дань в размере 32 тыс. червонцев. Заключал мирные соглашения с трансильванскими князьями Штефаном Бочкаи (1605), Жигмондом Ракоци (1607) и Габриэлем Баторием (1609). Затем восстановил отношения с Габсбургами и улучшил связи с молдавским господарем Константином Могилой.
В декабре 1610 года трансильванский князь Габриэль Батори предпринял военный поход на Валахию и оккупировал княжество. Шербан бежал в Молдавию, а Габриэль Баторий объявил себя новым господарем Валахии. В марте 1611 года турецкий султан организовал военный поход на Валахию и посадил на господарский престол своего ставленника Раду Михню. В июле того же 1611 года Раду Шербан вернулся в Валахию, низложил турецкого ставленника Раду Михню и вернул себе господарский престол. Затем валашский господарь Раду Шербан выступил в ответный поход против Габриэля Батори и разгромил его в битве под Брашовом. В сентябре 1611 года при поддержке турецкой армии Раду Михня в очередной раз занял валашский господарский престол. Раду Шербан вынужден был бежать из Валахии в изгнание, находился в Польше, Венгрии и Австрии.